# Marion Davenay
Ne doit pas être confondu avec Camille Davenay.
Marion Davenay (état-civil inconnu) est une comédienne, chanteuse et imitatrice, artiste de music-hall et de café concert, active dans les années 1900 et 1910.

## Biographie
Elle débute au Grand-Guignol, dans des rôles de comédie. Puis se fait remarquer à la Boîte à Fursy, 58 rue Pigalle, dans plusieurs revues. En 1905, elle est engagée au Little Palace, 42 rue de Douai, puis à La Cigale, à la Comédie-Royale. Elle passe au Moulin-Rouge. 
Elle était surtout connue pour ses dons d'imitation en particulier d'Esther Lekain, Jeanne Saulier, Albert Brasseur, Mistinguett, Lilian Greuze, Fursy et Mauricet.
On ignore si elle avait un lien quelconque avec les actrices Eugénie Davenay (morte en 1857), Marie Davenay (morte en 1898) ou encore Camille Davenay (1896-1944).

## Carrière au théâtre
- 1902 : Le Pont d'Avignon, comédie-vaudeville d'Eugène Héros et Noël Villiers, au Grand-Guignol (9 mars) : Mélanie[2].
- 1902 : La Demoiselle de chez Maxim's, parodie du vaudeville de Georges Feydeau par Gardel-Hervé, au Ba-Ta-Clan (24 août) : la môme Crevette[3].
- 1903 : Le Nègre continue !, revue de Dominique Bonnaud et Jean Battaille, à la Boîte à Fursy (19 décembre)[4],[5].
- 1904 : Bavardage d'hier et d'aujourd'hui, opérette-revuette, de Dominique Bonnaud et Jean Bonnaud, au Cercle militaire[6].
- 1904 : Viens Kickapoo-poule !, revue de Gabriel Timmory, à la Boîte à Fursy[7].
- 1904 : Votre abonnement sera suspendu du … au…, revue de Gabriel Timmory, à la Boîte à Fursy : la Commère[8],[9],[10].
- 1905 : Une...au sucre !, revue de Max Viterbo, Maxime Formont et Jules Berny, au Little Palace : la Commère[11],[12],[13],[14],[15],[16].
- 1905 : Engalley-le, c'est pas vot' père !, revue de P.L. Flers, à La Cigale[17],[18].
- 1907 : La Maison n'est pas au coin du thé, revue de Gabriel Timmory, à la Comédie-Royale[19],[20],[21],[22].
- 1907-1908 : Le Coup de Jarnac, d'Henry de Gorsse et Maurice de Marsan, avec les tournées Baret : Bobinette[23],[24],[25],[26],[27].
- 1908-1909 : Son Excellence, fantaisie-opérette, à La Pie qui chante.
- 1910 : Le Lieutenant Cupidon, opérette de Félix Celval et Géo Charley, musique d'André Mauprey, au Ba-Ta-Clan[3],[28].
- 1910 : Parlons d'ailes !, revuette d'Antonin Bossy, au Ba-Ta-Clan[29].